# 小田部羊一
小田部 羊一（こたべ よういち、1936年9月15日 - ）は、日本のアニメーター、キャラクターデザイナー。公益財団法人徳間記念アニメーション文化財団評議員。アニメーター・銅版画家の奥山玲子は妻。

## 来歴
日本統治時代の台湾・台北州台北市に生まれる。小学校教員の父は、油彩を嗜んでいた。幼少時より『ポパイ』や『桃太郎の海鷲』・『くもとちゅうりっぷ』などのアニメーション映画に親しんで育つ。日本の敗戦後、家族とともに日本に引き揚げ、奈良市・新潟市・日立市を移り住む。帰国後は手塚治虫（『新宝島』『ロストワールド』）や小松崎茂・山川惣治の作品に惹かれて頻繁に模写し、『せむしのこうま』『白雪姫』といった外国のアニメーション映画にも接する。
中学生の頃に弟の油彩画の方が出来がよかったことから、線画や水彩画を描くようになる。「漫画の修行」になると考え、東京芸術大学日本画科に進学する。1958年に公開された東映動画（現・東映アニメーション）の『白蛇伝』を見て衝撃を受け、東映動画の定期採用に応募して合格し（ただし一次は不合格で二次募集）、1959年4月に入社する。東京芸大は専門科（現在の研究科）に残る声もかかっていたが、それを断っての就職だった。
入社年に公開された『少年猿飛佐助』では楠部大吉郎の班で動画を務める。『安寿と厨子王丸』では原画補の奥山玲子のセカンドとして指導を受けた。『わんぱく王子の大蛇退治』で原画補、『わんわん忠臣蔵』で原画に昇格する。この間、1963年7月7日に奥山玲子と結婚する。奥山は結婚・出産後も働く意向だったため、小田部は保育所への送迎のために自動車運転免許を取得した。この際、勤務時間中に教習所に通ったことが会社から問題視され（出産後の奥山が会社から提示された「契約社員への変更」を断ったことが背景にあった）、小田部に解雇通告がなされる事態に発展する。小田部は「虫プロに行く」とまで言ったが、労働組合の支援を得て減給降格処分で決着した。当時、労働組合ではこの事件を「小田部問題」と呼んだ。
このあと、『太陽の王子 ホルスの大冒険』『長靴をはいた猫』『空飛ぶゆうれい船』などの劇場作品に原画や作画監督（『空飛ぶゆうれい船』）として参加。1971年9月、宮崎駿とともに東映動画を退社してAプロダクションへ移籍する。これは『長くつ下のピッピ』のテレビアニメ化企画の要員として先にAプロダクションに勧誘された高畑勲が、宮崎と小田部を「不可欠な人材」として指名したためである。宮崎が即決したのに対し、小田部は悩んだ末に決断し、東映動画では妻の奥山が残ることで退社を容認する雰囲気になったと小田部は回想している（奥山からは「あなたたちは大変なときに逃げ出した」と恨まれたという）。『ピッピ』には宮崎・高畑とともに意欲的に取り組んだが原作者の許諾が下りずに頓挫、代わって企画された『パンダコパンダ』を手がけた。
ズイヨー映像に再度移籍して、1974年のテレビアニメ『アルプスの少女ハイジ』では作画監督・キャラクターデザインとして参加する。高畑の発案による「キャラクターデザイン」という職名を公式に名乗ったのは、日本のアニメーションでは小田部が最初であった。
その後も多くの作品に携わるも、1977年に日本アニメーションを退社しフリーの活動を開始する。妻の奥山と2人だけのスタジオ「アトリエ羚」を主宰した。奥山玲子との共通ペンネームとして「あんていろーぷ」も使用した。海外作品にも、株式会社テレコム・アニメーションフィルムからの受託を受け、リトルズ（製作はDICエンターテイメント）の原画を担当。片渕須直らと共に参画。
1985年、東映動画時代の同期だった、当時の任天堂情報開発部長池田宏から誘いを受け、1985年12月に開発アドバイザーとして入社、アニメーションのノウハウをテレビゲームに取り入れる。ファミリーコンピュータソフト『スーパーマリオブラザーズ』において、宮本茂が生み出したマリオシリーズのキャラクターデザインを更に磨き上げ、以降一連のシリーズにおいてキャラクターの公式イラストをデザイン（および監修）し続けた。2007年に任天堂を退社、再びフリーでの活動を開始する。同年、奥山と死別。
東京デザイナー学院アニメーション科や東映アニメーション研究所で講師を務める教育者としての顔も持つ。
2010年3月には、日本のアニメ史において1960年代から1970年代初頭を彩った東映動画の長編劇場アニメにて作画の中心的な役割を担った功績に対し、奥山とともに「東京国際アニメフェア2010」にて東京アニメアワード2010第6回功労賞が贈られた。
2017年には病気で入院生活を送り、高畑勲から「大丈夫、治るから」と励ましを受け、小田部は言葉通りに復帰したが高畑は翌2018年4月に死去し、5月15日に三鷹の森ジブリ美術館で開かれた高畑の「お別れの会」では「納得できません。これはあべこべです」「他にかけがいのないパクさん。だから戻ってほしいのです。どうか戻ってきてください。心からのお願いです。」と述べて別れを惜しんだ。
2019年、草創期のアニメ業界を描いたNHK連続テレビ小説『なつぞら』でアニメーション時代考証を担当し、また、ヒロインは妻の奥山をヒントにしていると語っている。
2019年7月、スイス国立博物館で開かれる「アルプスの少女ハイジ」の展覧会にてポスターを描き下ろした。

## 主な作品

### アニメ
- わんぱく王子の大蛇退治（1963年） - 動画
- 狼少年ケン（1963年） - 作画監督・原画
- わんわん忠臣蔵（1963年） - 原画
- 少年忍者 風のフジ丸（1964年） - 作画監督・原画
- ハッスルパンチ（1965年） - 作画監督・原画
- 太陽の王子 ホルスの大冒険（1968年） - 原画
- 長靴をはいた猫（1969年）- 原画
- 空飛ぶゆうれい船（1969年） - 作画監督
- どうぶつ宝島（1971年） - 原画
- アリババと40匹の盗賊（1971年） - 原画
- パンダコパンダ（1972年） - 作画監督（大塚康生と共同）・原画
- 赤胴鈴之助（1972年） - 作画監督・原画
- パンダコパンダ 雨ふりサーカスの巻（1973年） - 作画監督（大塚康生と共同）・原画
- アルプスの少女ハイジ（1974年） - キャラクターデザイン・作画監督
- フランダースの犬（1975年） - 15話作画
- 母をたずねて三千里（1976年） - キャラクターデザイン・作画監督
- あらいぐまラスカル（1977年） - 原画
- シートン動物記 くまの子ジャッキー（1977年） - 原画
- まんが日本絵巻（1977年 - 1978年） - 絵コンテ、作画
- 龍の子太郎（1979年） - キャラクターデザイン・作画監督
- じゃりン子チエ（1981年） - キャラクター設定、作画監督
- 名犬ジョリィ（1981年）- 作画監督、原画
- ピュア島の仲間たち（1983年） - キャラクターデザイン
- リトルズ<The Littles>（1983年 - 1985年） - 原画
- 風の谷のナウシカ（1983年） - 原画
- 子鹿物語（1983年 - 1985年） - 作画監督、原画
- ペンギンズ・メモリー 幸福物語 （1985年） - 原画
- オズの魔法使い（1986年 - 1987年） - 原画
- サンゴ礁伝説 青い海のエルフィ（1986年） - キャラクターデザイン・原画[21]
- 火垂るの墓（1988年） - 原画（ノンクレジット）
- ポケットモンスターシリーズ（TV&劇場版）(無印〜XY&Zまで)  - アニメーション監修
- 星のカービィ - アニメーション監修
- ザ・スーパーマリオブラザーズ・ムービー - アニメーション監修 （クレジットは「Special Thanks」表記[22]）

### ゲーム
- マリオシリーズ
  - スーパーマリオブラザーズ - 公式イラスト、キャラクター、アニメーション映像監修[23]
  - スーパーマリオブラザーズ3 - イラスト[24]
  - スーパーマリオワールド - SPECIAL THANKS[24]
  - スーパーマリオUSA - モーションデザイン
    - BSスーパーマリオUSA パワーチャレンジ - グラフィックデザイン

  - スーパーマリオ64 - キャラクター監修[24]
  - スーパーマリオブラザーズデラックス - イラスト
  - スーパーマリオカート - イラスト
  - ドンキーコング（ゲームボーイ版） - イラスト
  - ヨッシーのパネポン - デザインアドバイス
  - スーパーマリオRPG - キャラクターアドバイス
  - マリオ&ルイージRPG - イラスト監修
  - マリオ&ルイージRPG2 - イラスト監修
  - ペーパーマリオRPG - キャラクター監修
  - ゲームボーイギャラリー2 - イラストアドバイス
  - ゲームボーイギャラリー3 - イラストアドバイス
  - GAME & WATCH GALLERY 4/ADVANCE - イラスト
  - マリオパーティシリーズ（『マリオパーティ7』まで） - グラフィックサポート
  - マリオゴルフシリーズ - グラフィックサポート
  - マリオテニスシリーズ（『マリオテニスアドバンス』まで） - グラフィックサポート
  - メイド イン ワリオ - キャラクター監修
  - あつまれ!!メイド イン ワリオ - キャラクター監修
  - まわるメイドインワリオ - キャラクター監修
  - さわるメイドインワリオ - キャラクター監修
  - おどる メイド イン ワリオ - キャラクター監修
  - マリオvs.ドンキーコング - 美術監修
  - ぶらぶらドンキー - グラフィックサポート
  - スーパープリンセスピーチ - キャラクター監修（大西洋と共同）
- ゼルダの伝説シリーズ
  - ゼルダの伝説 - プロモーションビデオ監修[24]
  - リンクの冒険 - イラスト[24]
  - ゼルダの伝説 神々のトライフォース - アートワーク
  - ゼルダの伝説 夢をみる島 - イラスト
  - BSゼルダの伝説 - デザイナー
- ポケットモンスターシリーズ
  - ポケモンスナップ - キャラクター監修
  - ポケモンスタジアム2 - キャラクター監修
  - ポケモンスタジアム金銀 - キャラクター監修
  - ポケモンチャンネル 〜ピカチュウといっしょ!〜 - アニメーション監修
- ふぁみこんむかし話 遊遊記 - キャラクターデザイン
- 星のカービィ - 監修
- くるくるくるりん - キャラクターデザイン[25]
- くるりんパラダイス - キャラクターデザイン
- くるりんスカッシュ! - キャラクターデザイン
- 大乱闘スマッシュブラザーズDX - 監修
- 黄金の太陽 開かれし封印/失われし時代 - グラフィックサポート

### テレビドラマ
- なつぞら - アニメーション時代考証

## 刊行文献
- 『小田部羊一アニメーション画集』（なみきたかし編、アニドウ・フィルム、2008年8月）
- 『「アルプスの少女ハイジ」 小田部羊一イラスト画集』（廣済堂出版、2013年6月）
- 高畑勲・宮崎駿と共著『幻の「長くつ下のピッピ」』（岩波書店、2014年10月）
- 『漫画映画漂流記 おしどりアニメーター奥山玲子と小田部羊一 』（講談社、2019年）